# Liste der Baudenkmäler in Windelsbach
Auf dieser Seite sind die Baudenkmäler in der mittelfränkischen Gemeinde Windelsbach zusammengestellt. Diese Tabelle ist eine Teilliste der Liste der Baudenkmäler in Bayern. Grundlage ist die Bayerische Denkmalliste, die auf Basis des Bayerischen Denkmalschutzgesetzes vom 1. Oktober 1973 erstmals erstellt wurde und seither durch das Bayerische Landesamt für Denkmalpflege geführt wird. Die folgenden Angaben ersetzen nicht die rechtsverbindliche Auskunft der Denkmalschutzbehörde.
 Diese Liste gibt den Fortschreibungsstand vom 27. Mai 2020 wieder und enthält 33 Baudenkmäler.

## Baudenkmäler nach Gemeindeteilen

### Windelsbach
| Lage                              | Objekt                                           | Beschreibung | Akten-Nr.     | Bild           |
| --------------------------------- | ------------------------------------------------ | --- | ------------- | -------------- |
| Gartenstraße 4 (Standort)         | Ehemalige Mühle                                  | Zweigeschossiger Satteldachbau mit Fachwerkteilen, zweite Hälfte 19. Jahrhundert (Bleistiftdatierung im Dachstuhl „1893“), wohl über älterem Kern | D-5-71-225-39 | BW             |
| Geslauer Straße 3 (Standort)      | Gasthaus                                         | Zweigeschossiger Satteldachbau in Fachwerk über massiv erneuertem Erdgeschoss und schmiedeeisernem Ausleger, wohl 1700, Teile erneuert Wirtschaftsgebäude, erdgeschossiger Anbau mit Satteldach, verzahnter Eckquaderung und Haupteinrahmung um Fenster- und Türöffnungen, „1889“ (bezeichnet) Wohl ehemalige Brauerei, dreigeschossiger Satteldachbau mit hohem Kniestock, Fachwerk über Quadermauerwerk, rundbogigem und tonnengewölbtem Kellerabgang, Kelleranlage „1776“ (bezeichnet), „1896“ (bezeichnet) Gebäude über älterem Kern erneuert, „1933“ (bezeichnet) verändert | D-5-71-225-1  | weitere Bilder |
| Kirchstraße 2 (Standort)          | Evangelisch-lutherisches Pfarrhaus               | Zweigeschossiger Walmdachbau, 1834/35 anstelle eines Vorgängerbaus von „1593“ (bezeichnet) errichtet | D-5-71-225-2  | weitere Bilder |
| Rothenburger Straße 11 (Standort) | Steinpfeiler, wohl Zollsäule                     | „1742“ (bezeichnet) | D-5-71-225-7  | weitere Bilder |
| Rothenburger Straße 17 (Standort) | Evangelisch-lutherische Pfarrkirche Sankt Martin | Chorturmkirche, Saalbau mit eingezogenem Rechteckchor im Turm mit Gurtgesims, Sakristeianbau nördlich am Turm und Profilrahmen um die Fenster, 1241, 1715 Langhaus nach Süden und Westen erweitert, 1719 Turmerhöhung, mit Ausstattung | D-5-71-225-3  | weitere Bilder |
| Rothenburger Straße 17 (Standort) | Friedhofsmauer                                   | Im Kern wohl mittelalterlich, im 19. Jahrhundert erneuert | D-5-71-225-3  | weitere Bilder |
| Schloßstraße 1 (Standort)         | Ehemaliges Schloss                               | Ehemalige Vierflügelanlage mit Wallgrabenanlage, jetzt zweigeschossige Zweiflügelanlage mit Walm- bzw. Satteldach, angesetzten Strebepfeilern, rundbogiger Tordurchfahrt und Fachwerk über massivem Erdgeschoss an der Hofseite, im Kern „1573“ (bezeichnet), erster Teilabbruch 1659, 1730/31 Abbruch des Bordflügels, nach 1910 Abbruch des Westflügels mit Schlossökonomie | D-5-71-225-4  | weitere Bilder |
| Schloßstraße 1 (Standort)         | Zufahrtsdamm                                     | mit Brüstungsmauer über den Graben, wohl zweite Hälfte 16. Jahrhundert | D-5-71-225-4  | weitere Bilder |
| Schloßstraße 2 (Standort)         | Hofhaus                                          | Erdgeschossiger Satteldachbau mit Wohnteil in Fachwerk und massivem Stallteil, frühes 19. Jahrhundert, Stallteil wohl im 19. Jahrhundert angebaut | D-5-71-225-5  | weitere Bilder |

### Burghausen
| Lage                     | Objekt                   | Beschreibung | Akten-Nr.     | Bild                     |
| ------------------------ | ------------------------ | --- | ------------- | ------------------------ |
| Burghausen 14 (Standort) | Ehemaliges Wohnstallhaus | Zweigeschossiger Satteldachbau mit Fachwerk über massivem Erdgeschoss, 1839, vor allem ehemaliger Stallteil überformt      | D-5-71-225-9  | Ehemaliges Wohnstallhaus |
| Burghausen 15 (Standort) | Ehemaliges Wohnstallhaus | Zweigeschossiger Satteldachbau mit Fachwerk über massivem Erdgeschoss, 1850                                                | D-5-71-225-10 | BW                       |
| Burghausen 16 (Standort) | Ehemaliges Wohnstallhaus | Erdgeschossiger Satteldachbau mit Fachwerkteilen und Zwerchhaus, wohl zweite Hälfte 19. Jahrhundert, nach Norden erweitert | D-5-71-225-11 | Ehemaliges Wohnstallhaus |

### Cadolzhofen
| Lage                        | Objekt                                            | Beschreibung | Akten-Nr.     | Bild           |
| --------------------------- | ------------------------------------------------- | --- | ------------- | -------------- |
| Cadolzhofen 28 a (Standort) | Evangelisch-lutherische Filialkirche Heilig Kreuz | Chorturmkirche, Saalbau mit eingezogenem Portalvorbau im Westen, Lisenengliederung und eingezogenem Rechteckchor im Turm mit Fachwerk im Läutegeschoss und Spitzhelm, Turmunterbau romanisch, Läutegeschoss 1674 erneuert, Kirchenschiff in neuromanischen Formen durch Architekt Kieser 1903 neu erbaut, 1956/57 Renovierung und Vereinfachung der Bauornamentik, mit Ausstattung | D-5-71-225-15 | weitere Bilder |
| Cadolzhofen 28 a (Standort) | Friedhofsmauer                                    | Ehemalige Wehrmauer, im Kern spätmittelalterlich | D-5-71-225-15 | BW             |
| Steinfurt (Standort)        | Steinkreuz, wohl Sühnekreuz                       | Spätmittelalterlich | D-5-71-225-17 | BW             |

### Hornau
| Lage                 | Objekt              | Beschreibung                                                                               | Akten-Nr.     | Bild           |
| -------------------- | ------------------- | ------------------------------------------------------------------------------------------ | ------------- | -------------- |
| Hornau 18 (Standort) | Ehemaliges Gasthaus | Zweigeschossiger Mansardwalmdachbau in Fachwerk über massivem Erdgeschoss, 18. Jahrhundert | D-5-71-225-19 | weitere Bilder |

### Karrachmühle
| Lage                                         | Objekt                 | Beschreibung | Akten-Nr.     | Bild |
| -------------------------------------------- | ---------------------- | --- | ------------- | ---- |
| Karrachmühle 1 (Standort)                    | Ehemalige Mühle        | Dreigeschossiger Walmdachbau in Fachwerk über massivem Erdgeschoss, „1692“ (bezeichnet), Fachwerk später verändert | D-5-71-225-20 | BW   |
| Karrachmühle 1, Nähe Karrachmühle (Standort) | Wall- und Grabenanlage | Angelegt im 15. Jahrhundert                                                                                        | D-5-71-225-21 | BW   |

### Linden
| Lage                 | Objekt                   | Beschreibung                                                                               | Akten-Nr.     | Bild |
| -------------------- | ------------------------ | ------------------------------------------------------------------------------------------ | ------------- | ---- |
| Linden 13 (Standort) | Ehemaliges Wohnstallhaus | Erdgeschossiger Fachwerkbau mit massiven Mauerteilen und Satteldach, Mitte 19. Jahrhundert | D-5-71-225-23 | BW   |

### Nordenberg
| Lage | Objekt                                                                                      | Beschreibung | Akten-Nr.     | Bild                                         |
| --- | ------------------------------------------------------------------------------------------- | --- | ------------- | -------------------------------------------- |
| Am abgebrochenen Markstein, Auf der Ebene, Breiter Schlag, Frohnleiten, Hammersee, Hutschlag, Mittelschlag, Wurmbach, Jägerhausschlag, am Waldeck Hutweg Richtung Urphershofen (Standort) | Wildbannstein                                                                               | 1547 | D-5-71-225-27 | BW                                           |
| Am abgebrochenen Markstein, Auf der Ebene, Breiter Schlag, Frohnleiten, Hammersee, Hutschlag, Mittelschlag, Wurmbach, Jägerhausschlag, an der alten Weinstraße (Standort)                 | Hoheitsstein                                                                                | | D-5-71-225-33 | BW                                           |
| Am Ödenbach, Ödenbach, am Waldeck am Wurmbach, Richtung Windelsbach (Standort) | Hoheitsstein                                                                                | | D-5-71-225-32 | BW                                           |
| Bauernseefeld, Vogelbach, zwischen Nordenberg und Schweinsdorf am Waldrand (Standort) | Wildbannstein                                                                               | 1547 | D-5-71-225-28 | BW                                           |
| Bauernseefeld, Vogelbach, am Waldweg zwischen Wachsenberg und der Schweinsdorfer Steige (Standort)                                                                                        | Försterstein zum Andenken an die Alleeanlage                                                | Bezeichnet „1857“ | D-5-71-225-35 | Försterstein zum Andenken an die Alleeanlage |
| Hauptstraße 8 (Standort) | Ehemaliges Wohnwirtschaftsgebäude und Herberge                                              | Zweigeschossiger Satteldachbau mit massivem Erdgeschoss und offenem Fachwerkgiebel, 1654 ff., überformt                 | D-5-71-225-24 | BW                                           |
| Hauptstraße 9 (Standort) | Ehemaliges Wohnstallhaus                                                                    | Wohnteil in Fachwerk mit Frackdach, Stallteil massiv mit Satteldach, 2. Hälfte 18./1. Viertel 19. Jahrhundert           | D-5-71-225-25 | BW                                           |
| Hauptstraße 9 (Standort) | Scheune                                                                                     | Fachwerkbau mit Satteldach, erste Hälfte 19. Jahrhundert, vielleicht über älterem Kern errichtet, nach Westen erweitert | D-5-71-225-25 | BW                                           |
| Hauptstraße 9 (Standort) | Nebengebäude                                                                                | Erdgeschossiger Massivbau mit Satteldach, zweite Hälfte 18./1. Viertel 19. Jahrhundert                                  | D-5-71-225-25 | BW                                           |
| Klosterholz (Standort) | Steinkreuz, Sühnekreuz                                                                      | 1699, stark abgewittert ohne Arme                                                                                       | D-5-71-225-29 | Steinkreuz, Sühnekreuz                       |
| Klosterholz (Standort) | Steinkreuz, Sühnekreuz                                                                      | 1983 erneuert | D-5-71-225-30 | weitere Bilder                               |
| Schweinsdorfer Straße (Standort) | Kriegerdenkmal für die im deutsch-französischen Krieg 1870/71 gefallenen Gemeindemitglieder | In Form eines Obelisken, letztes Viertel 19. Jahrhundert                                                                | D-5-71-225-26 | weitere Bilder                               |
| Von Nordenberg nach Windelsbach, östlich bis südlich der Ortschaft (Standort) | Einunddreißig Grenzsteine                                                                   | 1617 | D-5-71-225-34 | BW                                           |

### Preuntsfelden
| Lage                        | Objekt                                              | Beschreibung | Akten-Nr.              | Bild           |
| --------------------------- | --------------------------------------------------- | --- | ---------------------- | -------------- |
| Handfeld (Standort)         | Steinkreuz, wohl Sühnekreuz                         | Spätmittelalterlich | D-5-71-225-38          | BW             |
| Preuntsfelden 22 (Standort) | Evangelisch-lutherische Filialkirche Sankt Nikolaus | Chorturmkirche, Saalbau mit eingezogenem Rechteckchor im Turm mit Eckquaderung, Gurtgesimsen und Spitzhelm sowie mit Hausteinrahmung um die Fenster, Sakristeianbau und hölzernem gedeckten Emporenaufgang im Norden, im Kern wohl 13. Jahrhundert, 1723 über älterem Kern erneuert | D-5-71-225-36 Wikidata | weitere Bilder |
| Preuntsfelden 22 (Standort) | Friedhofsmauer                                      | Bruchsteinmauer, mittelalterlich, nach Osten erweitert | D-5-71-225-36          | BW             |
| In Preuntsfelden (Standort) | Ehemaliges Schulhaus                                | Zweigeschossiger, verputzter Sandsteinquaderbau mit Satteldach und Gesimsgliederung, 1880 | D-5-71-225-40          | BW             |

### Keinem Gemeindeteil zugeordnet
| Lage                                                      | Objekt        | Beschreibung | Akten-Nr.     | Bild       |
| --------------------------------------------------------- | ------------- | --- | ------------- | ---------- |
| Langfeld ()                                               | Grenzstein    | Teil der Grenzsteinreihe der 1541 festgelegten Territorialgrenze zwischen den Markgrafentümern Brandenburg-Ansbach und Brandenburg-Kulmbach, rechteckiger, an den Seiten reliefierter Sandstein, gesetzt 1753 | D-5-71-225-43 | Grenzstein |
| Straßenäcker; Von Nordenberg nach Windelsbach; Altmühl () | 3 Grenzsteine | Teil der Grenzsteinreihe der ehemaligen Jagdgrenze der Markgrafentümer Brandenburg-Ansbach und Brandenburg-Kulmbach, rechteckige Sandsteinpfeiler, an den Seiten reliefiert, gesetzt 1753                     | D-5-71-225-42 |            |

## Ehemalige Baudenkmäler
| Lage                                                                                             | Objekt                           | Beschreibung | Akten-Nr.     | Bild       |
| ------------------------------------------------------------------------------------------------ | -------------------------------- | --- | ------------- | ---------- |
| Windelsbach (Standort)                                                                           | Grenzstein                       | 18. Jahrhundert | D-5-71-225-8  | BW         |
| Burghausen Altmühl, am westlichen Altmühlufer, nahe der Brücke ()                                | Hoheitsstein/Grenzstein          | wohl 18. Jahrhundert | D-5-71-225-13 |            |
| Burghausen Kreisstraße AN 8 (Standort)                                                           | Grenzstein                       | mit Wappen, 18./19. Jh., wohl hierher versetzt; siehe auch D-5-73-123-4 26 Grenzsteine an der Grenze zwischen den Markgrafentümern Brandenburg-Onolzbach und Brandenburg-Kulmbach in Liste der Baudenkmäler in Herzogenaurach | D-5-71-225-14 | Grenzstein |
| Hornau Hornau 22 (Standort)                                                                      | Ehemalige Sägemühle              | Walmdachbau, Fachwerkobergeschoss, Mitte 18. Jahrhundert | D-5-71-225-18 | BW         |
| Karrachmühle Karrachmühle 1, Nähe Karrachmühle, südlich der Wall-Grabenanlage im Wald (Standort) | Zwei Landhegesteine              | Mit Rothenburger und Ansbacher Wappen | D-5-71-225-22 | BW         |
| Nordenberg Klosterholz, am Südzipfel der Nordenberger Gemarkung (Standort)                       | Steinkreuz                       | Wohl spätmittelalterlich | D-5-71-225-31 | BW         |
| Preuntsfelden Preuntsfelden 8 (Standort)                                                         | Eingeschossiges Fachwerkwohnhaus | 1821 | D-5-71-225-37 | BW         |